# Кальварийское кладбище
Кальварийское кладбище (бел. Кальварыйскія могілкі) — некрополь в Минске, самый старый из сохранившихся в городе. Общая площадь 13,9223 га, насчитывает более 30 000 захоронений. Адрес: Минск, ул. Кальварийская, 45 (ст. метро Пушкинская).
На территории кладбища находится Кальварийский костёл, построенный в стиле неоготики в 1841 году. Кальварийская брама, построенная в стиле классицизм (ампир) в 1830 году. Часовня-усыпальница Павла Равы, построенная в стиле классицизм (ампир) в 1855 году. Часовня-усыпальница Виткевичей, построенная в стиле неоготика в XIX веке. Модерновая часовня, построенная в стиле модерн в начале XX веке.

## История
Точная дата основания кладбища неизвестна. Сначала здесь хоронили более богатых, потом всех горожан. До 1830 года было только католическим кладбищем, однако позднее там хоронили и представителей других конфессий. Название кладбища произошло от слова Кальвария лат. Calvaria — Голгофа. В 1830 году кладбище было огорожено, построена въездная монументальная брама (ворота).
В 1836 году обветшавшее деревянное здание церкви разобрано, а на его месте в 1839—1841 годах сооружена новая каменная святыня. В 1842 году костел освятили.
В 1841 году на кладбище на месте прежнего деревянного был построен каменный костёл. После прихода советской власти костёл оставался единственным действующим католическим храмом в Минске.
Однако в конце 1930-х был закрыт. Во время Великой Отечественной войны и кладбище, и костёл уцелели. Кладбище расширили в 1945 году с западной и южной сторон (до 14 гектаров). Они приобрели вид пятиугольника, ограниченного улицами. В 1960-х годах над кладбищем и костёлом нависла реальная угроза. Их собирались снести, чтобы проложить прямой участок магистрали улицы Опанского (ныне Кальварийская), соединявшейся с Раковским шоссе, однако под давлением верующих и из-за возможной международной огласки от этой идеи отказались. В итоге магистраль огибает кладбище. В 1980 году перед Олимпиадой-80 костёл был возвращен прихожанам и так же, как и до войны, стал единственным действующим католическим храмом Минска до самого распада СССР.
Закрыто для новых захоронений с 1967 года. Однако, согласно законодательству, при наличии необходимых санитарно-технических условий возможно погребение рядом с ранее умершими близкими родственниками и супругами. Начиная с 1990-х годов на кладбище происходят коммерческие захоронения, при этом иногда сносятся старые могилы.
В 1990 году решением Минского городского исполнительного комитета комплекс всех сооружений вместе с захоронениями включён в государственный список памятников градостроительства и архитектуры Минска. В 2001 году Кальварийское кладбище получило статус историко-культурной ценности первой категории как объект международного значения.

## Описание кладбища
Юго-восточную часть Кальварийского кладбища на небольшом плоском холме занимает старая часть кладбища. В центре старой части кладбища находится костёл. Западная часть кладбища представляет равнину. Новая, юго-западная часть расположена в долине.
После 1945 года кладбище разделено четырьмя аллеями: две проходят по оси восток—запад, остальные — по оси север—юг. Костёльная (Главная) аллея ведёт от кладбищенских ворот к церкви, а Центральная аллея проходит от ворот до нынешней улицы Болеслава Берута. Восточная и Западная аллеи проходят от улицы Одоевского до кладбищенской стены на улице Притыцкого. Восточная аллея находится в старой части кладбища перед церковью.
На кладбище сохранились каменные костел, могильные часовни, морг, небольшой склад, кладбищенские ворота и фрагменты кладки-ограждения на востоке и севере. Наиболее старые надгробия теснятся вокруг церкви и около Костёльной аллеи. Датируются они концом 1-й четверти XIX в., а надгробные надписи на наружных стенах костёла — 2-й четвертью того же века. Большинство датированных захоронений в старой части кладбища приходится на 1860—1914 годы. На многих местах старинных захоронений появились новые, датируемые 1930—1967 годами.
Сохранилось несколько усыпальниц. Ранее они составляли целую аллею, о чём свидетельствует изображение Ричарда Бискэ.
Надписи на надгробных плитах в большинстве случаев выполнены на польском языке, встречаются на русском, французском и немецком. Надгробные надписи выполняли в основном каменотёсы. Среди них выделяется фамилия скульптора Г. Жидока, владельца известной в Варшаве каменотёсной мастерской. На захоронениях XX и XXI вв. встречаются надписи по-белорусски и на иврите.

## Среди захороненных на кладбище
На кладбище находятся захоронения:
- солдат наполеоновской армии,
- пленных австрийских солдат, умерших в годы Первой мировой войны,
- польских солдат, которые погибли во время советско-польской войны 1919—1920 гг.
- советских солдат, погибших в годы Великой Отечественной войны (142 братские могилы),
- 3 000 евреев из минского гетто (захоронения времен Великой Отечественной войны),
- жертв революционного террора,
- политиков, поэтов, художников и многих других.

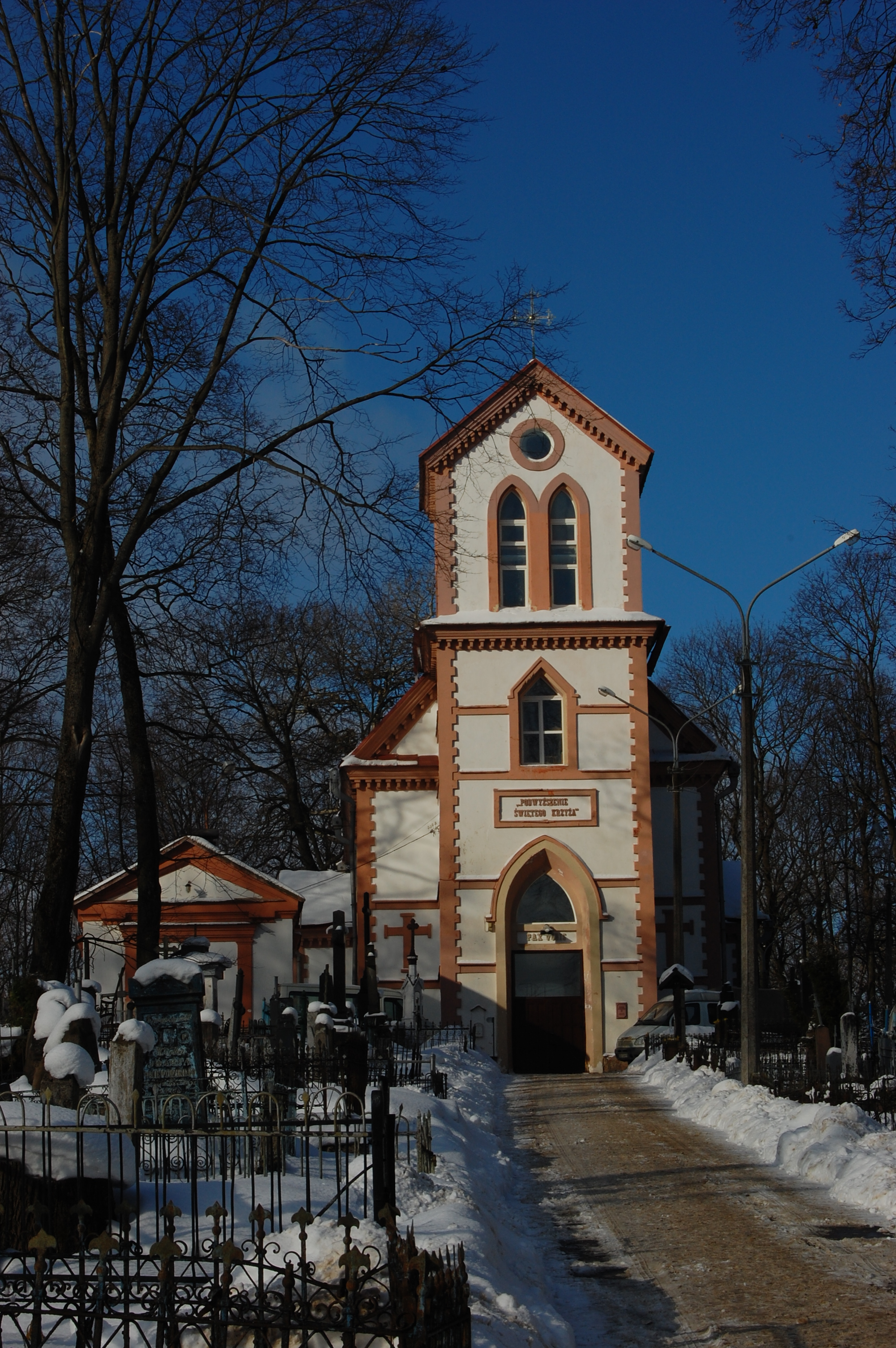
Кальварийский костёл

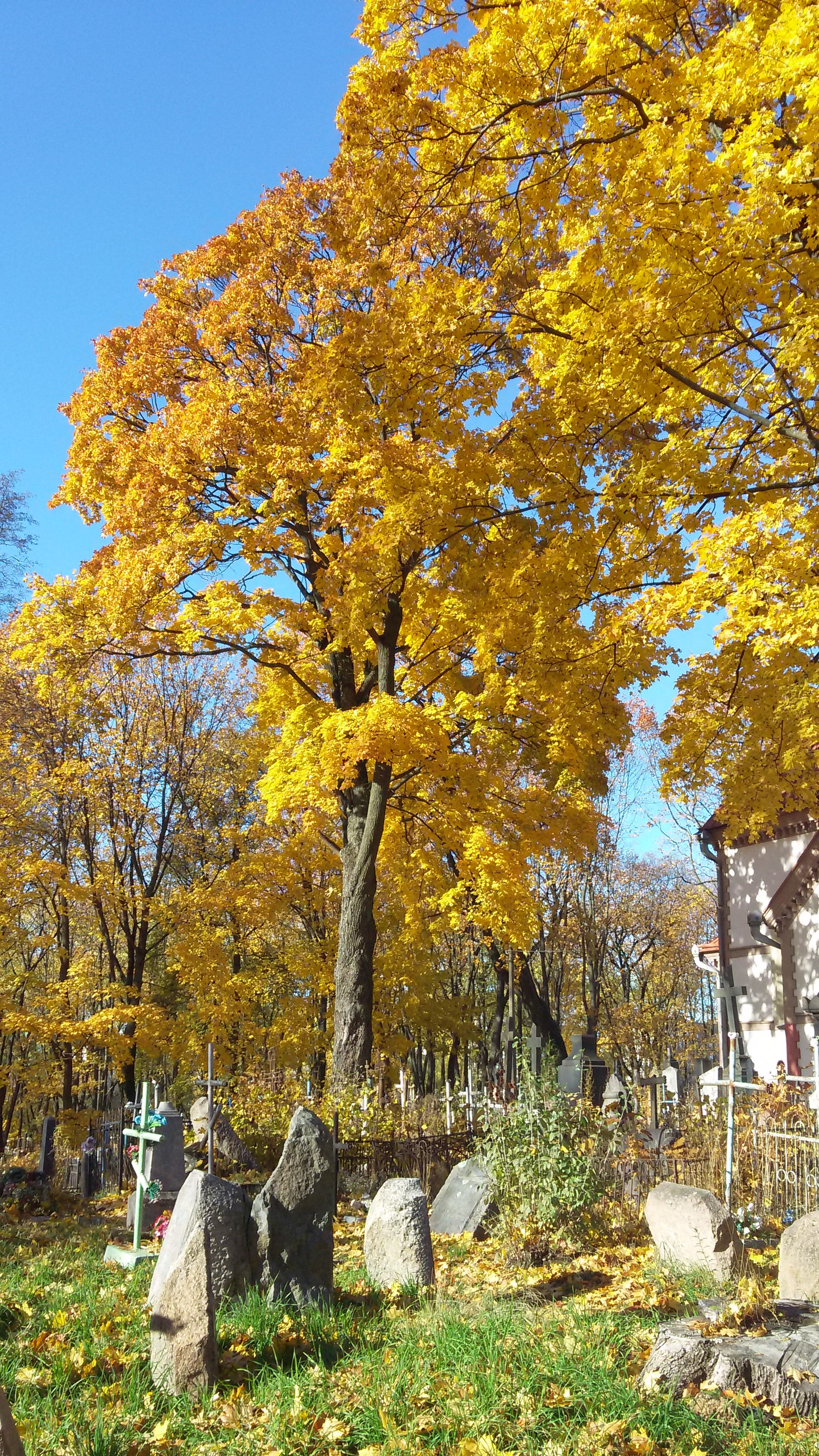
Кальварийское кладбище, старые могилы